# 소프트 리소그래피

그림 1 - 스탬프 "잉크" 패턴이 있는 PDMS 스탬프를 에탄올과 ODT(옥타데칸티올) 용액에 넣는다.

그림 2 - 솔루션의 ODT가 PDMS 스탬프에 고정된다. Stamp에는 이제 잉크 역할을 하는 ODT가 부착되어 있다.

그림 3 - ODT가 포함된 PDMS 스탬프가 금 기판에 배치된다. 스탬프가 제거되면 금과 접촉한 ODT가 금에 달라붙어 있다. 따라서 스탬프의 패턴은 ODT "잉크"를 통해 금으로 전사된다.

소프트 리소그래피(Soft lithography)는 기술 분야에서 "탄성 스탬프, 몰드 및 순응성 포토마스크"를 사용하여 구조를 제작하거나 복제하는 기술 계열이다. 이는 엘라스토머 재료, 특히 PDMS를 사용하기 때문에 "소프트"(soft)라고 불린다.
소프트 리소그래피는 일반적으로 마이크로미터에서 나노미터 규모로 측정된 형상을 구성하는 데 사용된다. 로저스(Rogers)와 누조(Nuzzo, 2005)에 따르면 소프트 리소그래피의 개발은 1995년부터 2005년까지 급속히 확대되었다. 소프트 리소그래피 도구는 현재 상업적으로 이용 가능하다.

## 이점
소프트 리소그래피는 다른 형태의 리소그래피(예: 포토리소그래피 및 전자 빔 리소그래피)에 비해 몇 가지 고유한 장점을 가지고 있다. 여기에는 다음이 포함된다.
- 대량 생산 시 기존 포토리소그래피에 비해 비용이 저렴함
- 생명공학기술 응용 분야에 매우 적합함
- 플라스틱 전자제품의 응용 분야에 매우 적합하다.
- 크거나 비평면(비평탄) 표면을 포함하는 응용 분야에 매우 적합하다.
- 기존 리소그래피 기술보다 더 많은 패턴 전사 방법(더 많은 "잉크" 옵션)
- 나노구조를 생성하기 위해 광반응 표면이 필요하지 않음
- 실험실 환경에서 포토리소그래피보다 세부 사항이 더 작다(~30nm 대 ~100nm). 해상도는 사용된 마스크에 따라 다르며 6 nm에 도달할 수 있다.

## 참고 문헌
- Xia, Y.; Whitesides, G. M. (1998). “Soft Lithography”. 《Angew. Chem. Int. Ed. Engl.》 37 (5): 551–575. doi:10.1002/(SICI)1521-3773(19980316)37:5<550::AID-ANIE550>3.0.CO;2-G. PMID 29711088. 2011년 8월 12일에 원본 문서에서 보존된 문서.
- Xia, Y.; Whitesides, G. M. (1998). “Soft Lithography. In”. 《Annu. Rev. Mater. Sci.》 28: 153–184. Bibcode:1998AnRMS..28..153X. doi:10.1146/annurev.matsci.28.1.153.
- Quake, S. R.; Scherer, A. (2000). “From micro- to nanofabrication with soft materials”. 《Science》 290 (5496): 1536–1540. Bibcode:2000Sci...290.1536Q. doi:10.1126/science.290.5496.1536. PMID 11090344. S2CID 1386132.
- Rogers, J. A.; Nuzzo, R. G. (2005). “February). Recent progress in soft lithography. In”. 《Materials Today》 8 (2): 50–56. doi:10.1016/S1369-7021(05)00702-9.